# Caja Rural de Asturias
Caja Rural de Asturias es una Sociedad Cooperativa de Crédito, sujeta a la normativa y regulaciones de las entidades de crédito operantes en España, que inició su actividad en 1963 y está inscrita en el Registro General de Cooperativas del Ministerio de Trabajo con el número 341 y en el Registro Especial de Cooperativas de Crédito del Banco de España con el número de codificación 3059. Forma parte de la Asociación Española de Cajas Rurales (AECR) y está integrada en la Unión Nacional de Cooperativas de Crédito (UNACC)
Caja Rural de Asturias pertenece a Caja Rural y actualmente cuenta con una red de 124 oficinas: 117 oficinas en todo el territorio asturiano, 3 oficinas en Madrid y 4 oficinas en Cantabria: Santander, Torrelavega, Cabezón de la Sal y Castro Urdiales. 
A 31 de diciembre de 2024 la Entidad contaba con un total de 353.361 clientes, 143.468 socios y 559 empleados.
MISIÓN: Generar valor con valores. 
VISIÓN: Ser líderes en banca humana y digital, donde tú quieras. 
VALORES: 
- Humildad. Actuamos con sencillez y aprendemos cada día.
- Compromiso. Nos involucramos activamente en el bienestar de nuestros clientes y comunidad. • Confianza. Somos un socio financiero fiable y transparente.
- Cercanía. Acompañamos a las personas y empresas en su desarrollo, donde y cuando nos necesiten. Trabajamos para...
- Devolver la CONFIANZA que nuestros socios y clientes nos han confiado.
- Establecer un COMPROMISO con los valores de nuestra comunidad.
- Defender un desarrollo basado en la ÉTICA social y empresarial.
- Vocación de SERVICIO a la sociedad con el objetivo de mejorar su calidad de vida.
- Potenciar la CERCANÍA para desarrollar actividades destinadas a todos los segmentos de la población con especial dedicación al fomento de la economía social y al medio rural.

## Órganos de gobierno
Caja Rural de Asturias cuenta con una estructura organizativa cuyos órganos de gobierno son la Asamblea General de Socios y el Consejo Rector.
El Consejo Rector, presidido por Fernando Martínez, está constituido por 13 miembros y es el máximo órgano de decisión, excepto en las materias reservadas a la Asamblea de socios de la Entidad. Antonio Romero Casado es el director general de la Entidad.
La Asamblea de socios, constituida por los socios para deliberar y tomar acuerdos, es el órgano supremo de expresión de la voluntad social. Los acuerdos de la Asamblea General, adoptados conforme a las Leyes y a los Estatutos Sociales, obligan a todos los socios.
Con carácter adicional, Caja Rural de Asturias dispone de diferentes órganos, entre los que destacan la Comisión de Riesgos y la Comisión de Auditoría, el Comité Ejecutivo de Riesgos, el Comité de Riesgos Aprobaciones y el Comité de Gestión de Activos y Pasivos.

## Oficinas y empleados
Caja Rural de Asturias dispone de 117 oficinas en todo el territorio asturiano, 3 oficinas en Madrid y 4 oficinas en Cantabria: Santander, Torrelavega, Cabezón de la Sal y Castro Urdiales. A 31 de diciembre de 2024 la Entidad contaba con un total de 559 empleados.

## Actualidad
- I Edición de los Premios Exporta, organizados por Asturex y Caja Rural de Asturias. Más información.

## Obra social
Caja Rural de Asturias sustenta su Obra Social en dos pilares: el Fondo de Educación y Promoción (FEP) y la Fundación Caja Rural de Asturias.
- El Fondo de Educación y Promoción (FEP) articula el retorno del 10% del beneficio económico del balance al desarrollo y progreso de la sociedad asturiana y es ratificado anualmente por la Asamblea General de Socios. El Consejo Rector de la entidad es el organismo que aprueba las acciones a las que se destinan los fondos.

- La Fundación Caja Rural de Asturias es una entidad sin ánimo de lucro que desde 1986 permanece en actividad gracias a las donaciones de Caja Rural de Asturias. Los intereses que genera su patrimonio se destinan anualmente a la Actividad Social. El Patronato de la Fundación es quien determina las actividades a desarrollar.